# 长叶冻绿
长叶冻绿（学名：Rhamnus crenata），又名鈍齒鼠李、水冻绿，为鼠李科鼠李属下的一种落葉灌木，高可達3米，叶互生，倒卵形，開黃綠色花，伞形花序腋生，結核果。其根可以入藥，性苦、平，有毒，有清热利湿，杀虫解毒的功效。